# جون س. كوكرين
جون س. كوكرين (بالإنجليزية: John C. Cochrane)‏ هو مهندس معماري أمريكي، ولد في 1835، وتوفي في 1887.